# Mimis Plan
Mimis Plan (englisch What About Mimi?) ist eine kanadische Zeichentrickserie aus den frühen 2000er-Jahren. Sie handelt von einem Mädchen namens Mimi und ihren Freunden, die ihren Alltag in der Schule bewältigen. Insgesamt wurden 39 Episoden mit insgesamt 52 Geschichten in 3 Staffeln gedreht. In Deutschland wurden die Folgen im KI.KA ausgestrahlt.

## Handlung
Mimi Mortin, ein 11 Jahre altes Mädchen mit roten Haaren das stets ein blaues Jeanskleid und eine Perlenkette trägt, ist die Hauptperson der Serie. Sie lebt mit ihrer Familie in einem Haus zusammen. Ihre Familie besteht aus ihren beiden Eltern sowie einem jüngeren und einem älteren Bruder und ihrer Katze Wimbledon. Insgeheim schmiedet sie jedoch unaufhörlich Pläne wie sie z. B. ihrer Rivalin Sincerity Travers und ihrer Klassenlehrerin eins auswischen kann.
Mimis beste Freundin ist Elaine Pituskin, deren Familie teilweise aus Japan oder China abstammt. Sie selbst wird als sehr intelligent und künstlerisch begabt beschrieben und im Laufe der Handlung stellt sich heraus, dass die normalerweise sehr schüchterne und ruhige Elaine mutiger ist als es viele vermuten. So wird sie fast zur Furie als sie von Sincerity beleidigt wird und hätte sich einem Kampf gestellt. Sincerity ist der Quälgeist in der Schule, sehr eingebildet und das Kind von reichen Eltern. Dies zeigt sie nur zu gerne, wenn sie mit ihren rosa Haaren und den teuren Designerklamotten durch die Schule stolziert. Zudem ist ihr Vater der Vorgesetzte von Mimis Vater, was die Situation für Mimi nicht vereinfacht.

## Nebencharaktere
- Russel van Eden
Russel van Eden ist ein durchschnittlich begabter Junge und ebenfalls ein guter Freund von Mimi.
- Bradley Mortin
Bradley M. ist Mimis (knapp) ein Jahr jüngerer und etwas phlegmatischer Bruder.
- Jason Mortin
Er ist der große Bruder von Mimi und außerdem der „Mädchenschwarm“ an der Schule.
- Erik aus Schweden
Er ist ein Austauschschüler aus Schweden, der sich mit Mimi, Elaine und Russel anfreundet.
- Brock Wankershim
Brock ist der „Schulschläger“. Er ist groß und dick und hat kurze blonde Haare. Er trägt eine Zahnspange, ein kariertes Hemd und dürfte sitzen geblieben sein, da er mit Mimi und den anderen in einer Klasse sitzt.
- Mr. Greeley
Mr. Greeley ist ein mürrischer alter Mann vor dessen Riesenschnauzer die Kinder Angst haben. Mitunter zwingt er sie aber den Hund auszuführen.
- Miss Grindstone
Miss Grindstone, eine blonde Frau mit Ponyfrisur, ist die Klassenlehrerin von Sincerity, Mimi, Elaine, Erik und Brock. Sie ist sehr streng und rechthaberisch was Mimi gar nicht gefällt.
- Jacques
Jacques ist der aus Frankreich stammende Sportlehrer an der Schule. Er ist hart und streng, aber gerecht.
- Loadman
Loadman ist ein Mitschüler und Gitarrist, der in einer Band gespielt hat, welche Mimi und Elaine vorübergehend aufrechterhielten. Des Weiteren ist er auch der „Komplize“ von Brock Wankershim. Sein Gesicht ist unter seinen langen Haaren und seiner großen Mütze bis auf seine lange Nase nicht zu erkennen.
- Herbert Finkle
Er gibt die Schülerzeitung an Mimis Schule heraus. Herbert trägt Zahnspange, Brille und wird oft von Brock Wankershim geärgert.
- Hayley
Sie verbringt den Großteil ihrer Zeit mit Sincerity, hat aber auch schon Gespräche und Diskussionen mit Mimi gehabt. Mimi hatte einmal versucht Hayley und Russel zu verkuppeln, was aber nicht funktioniert hat. Hayley ist das Maskottchen der Mädchen-Fußballmannschaft an der Schule.

## Synchronisation
| Rolle             | Englischer Sprecher  | Deutscher Sprecher |
| ----------------- | -------------------- | ------------------ |
| Mimi Mortin       | Chiara Zanni         | Angela Quast       |
| Bradley Mortin    | Keith William Miller | Jens Wawrczeck     |
| Elaine Pituskin   | Kori Cook            | Christine Pappert  |
| Russel van Eden   | Rhys Huber           | Tim Knauer         |
| Sincerity Travers | Carly McKillip       | Celine Fontanges   |
| Jason Mortin      | Samuel Vincent       | Christian Stark    |